# 윤혜리
윤혜리(1991년 12월 11일 ~ )는 대한민국의 배우이다.

## 출연 작품

### 영화
- 《아무도 없는 곳》 (2021년) - 유진 역
- 《조제》 (2020년) - 희영 역
- 《마음 울적한 날엔》 (2020년) - 나연 역
- 《궁궐에서》 (2019년) - 유진 역
- 《상주》 (2019년)
- 《안부》 (2019년) - 주영 역
- 《오늘, 우리》 (2019년) - 혜리 역
- 《계절과 계절 사이》 (2019년) - 서예진 역
- 《아워 바디》 (2019년) - 면접 지원자 역
- 《한낮의 피크닉》 (2019년) - 딸 이향미 역
- 《기생충》 (2019년) - JTBC 현장기자 역
- 《우리 지금 만나》 (2019년) - 숙희 역
- 《죄 많은 소녀》 (2018년) - 2학년 7반 역
- 《대자보》 (2017년)
- 《그래, 가족》 (2017년) - 드라마 새별 모 역
- 《새는 알을 깨고 나온다》 (2016년)
- 《흔들리는 물결》 (2016년) - 병수 여자친구 역

### 드라마
- 《슬기로운 의사생활》 (2020년, tvN) - 소이현 역
- 《365: 운명을 거스르는 1년》 (2020년, MBC) - 진사경 역
- 《크레이지 러브》 (2022년, KBS2) - 나수연 역

## 수상
- 2017년 제15회 아시아나국제단편영화제 단편의 얼굴상
- 2021년 제40회 황금촬영상 신인여우상